# Miltochrista gilva
Miltochrista gilva är en fjärilsart som beskrevs av Daniel 1951. Miltochrista gilva ingår i släktet Miltochrista och familjen björnspinnare. Inga underarter finns listade i Catalogue of Life.